# Siegfried Lerdon
Siegfried Lerdon (Francoforte sul Meno, 8 agosto 1905 – Francoforte sul Meno, 9 ottobre 1964) è stato uno schermidore tedesco, vincitore di una medaglia di bronzo nella scherma ai giochi olimpici.